# Знеліснення

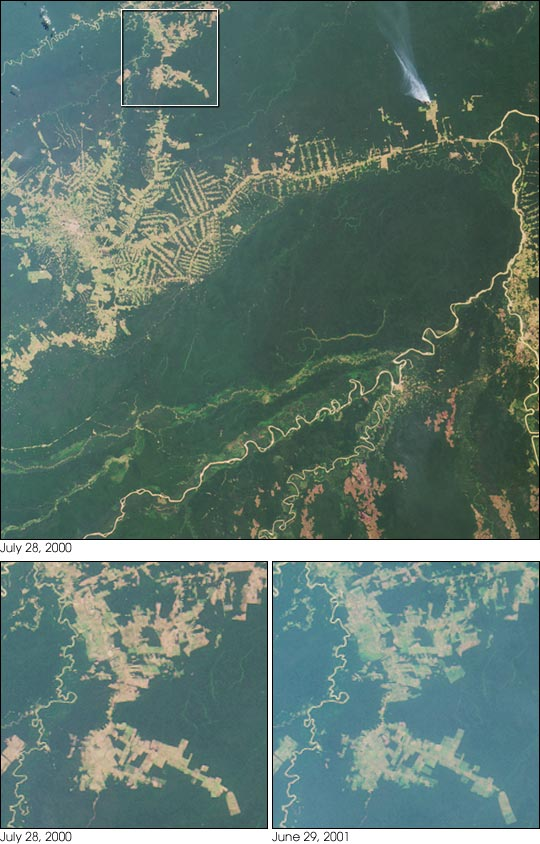
Обезліснення територій зайнятих тропічними лісами прилеглих районів бразильського міста Ріо-Бранко

Знелі́снення, збезлісі́ння — процес перетворення порослих лісом земель на угіддя без дерев, такі як пасовища, пустирі, сільськогосподарські угіддя, міста тощо.
Термін збезлісіння (внаслідок вирубки лісів) виник лише в останні десятиріччя, але нині (ХХІ ст.) вживається так само широко, як і «спустелювання» або «деградація ґрунтів». За означенням ЮНЕП, збезлісіння — повне знищення лісової рослинності та переведення земель в інший тип господарського призначення.

### Причини знеліснення
- вирубка лісів без достатньої висадки нових дерев
- пожежі
- урагани
- повені
- кислотні дощі
- зміна гідрологічного режиму
- зниження стійкості до фітозахворювань
- радіоактивне ураження («Рудий ліс»)
- інше

### Наслідки знеліснення
- зменшення біорізноманіття
- посилення парникового ефекту
- зменшення запасів деревини
- зсуви ґрунтів

## Знеліснення у регіональному прояві

### Україна
Активне збезлісіння в Україні розпочалось у 30-х роках XVIII століття, в зв'язку з потребами у ресурсах військової сфери, будівництва та виробництва у Російській імперії. Згідно з даними центрального державного військового архіву СРСР, у цей час щорічно лише Десною сплавляли до 200 тисяч колод деревини. На Заході Україні в цей час вирубували ліс Волинської та Ізяславської губерній. Деревину сплавляли Бугом, а матеріал ішов на залізничні потреби.
Протягом XIX та початку XX століть площа лісів України зменшилась на 30,5 %. Особливо надмірно відбувалася експлуатація лісових екосистем Карпат у повоєнні роки. Так, унаслідок численних суцільних рубань було знищено три чверті цінних лісових насаджень на гірських схилах Карпат. За проміжок 1946—1970 років в Українських Карпатах вирубано понад 120 млн м³ високоякісної ділової деревини, а рубання головного користування перевищували розрахункові лісосіки у 2,5-4,0 рази. Починаючи з 1960 р., площа лісів в Україні поступово збільшується за рахунок створення лісових насаджень в малолісистих областях півдня країни.

#### Російсько-українська війна
За 2022-2023 роки на Херсонщині через бойові дії та підрив Каховської ГЕС втрачено 5506,1 гектарів лісу, вартістю орієнтовно у 1294 мільйонів гривень. Global Forest Watch, міжнародна організація, що стежить за станом лісів за допомогою супутникових знімків, зафіксувала втрату половини захисного лісового бар’єру національного природного парку «Олешківські піски» лише за перші кілька місяців окупації. Найбільш серйозно постраждали національні парки «Меотида», «Азово-Сиваський», «Джарилгацький», а також заповідник «Асканія-Нова», де велися бойові дії або проходила військова техніка.

### Знеліснення у світі

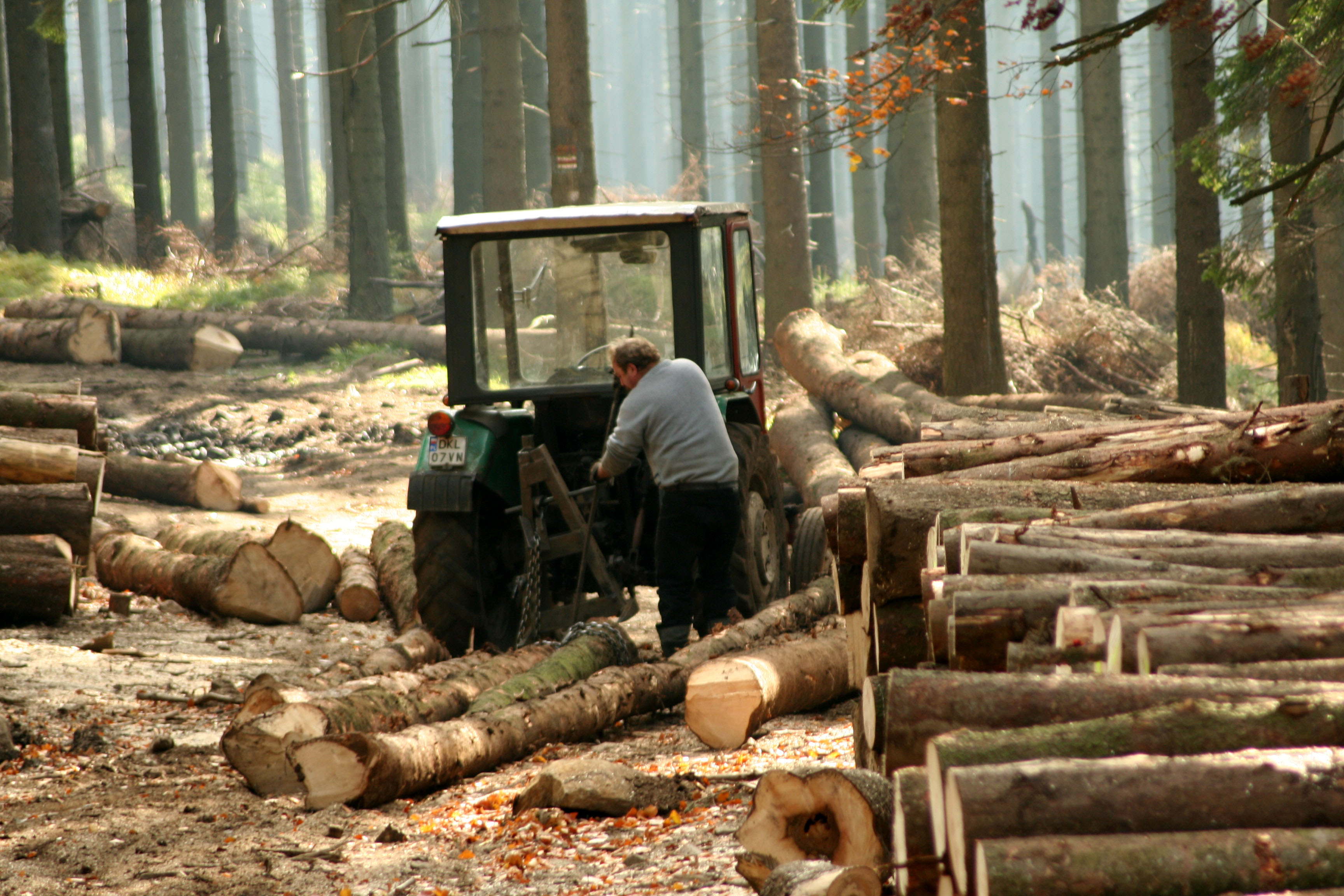
Вирубка лісу

Раніше площа лісопокриття у світі становила 80 млн км², нині вона скоротилася до 30 млн км², тобто знищено вже дві третини. За останні 200 років площа лісів зменшилася щонайменше удвічі. Лише за 15 років (1990—2005 pp.) планета втратила понад 125 млн га лісу, тобто близько 8 млн га втрачалось щорічно. На сьогодні на Землі знищується 14 млн га. лісу щороку. З них 130 000 км² (0,8 — 2 %) тропічних лісів, які є «легенями» планети. Світова заготівля деревини сягає 5 млрд м³.
Щорічний обсяг заготівель деревини у світі перевищує річний приріст на 20-24 %. З 80 % площі рубання лісу отримують низькоякісну деревину і тільки з 20 % площі — ділову деревину високої якості.
Найбільша площа лісів збереглася в Євразії. Це близько 40 % усіх світових лісів і майже 42 % загального запасу деревини, у тому числі 2/3 обсягу деревини найкоштовніших порід. Найменше покриття лісами має Австралія.
До значного збезлісіння територій призвели «Зелена революція», використання стародавньої системи підсічного землеробства населенням Африки, Індонезії та Латинської Америки. Нині генофонд лісів значно підірваний, збезлісіння викликає значну ерозію ландшафтів.
У більшості країн що розвиваються, вирубка проводиться через використання деревини як палива, також ліси знищуються для одержання орних земель. Скорочуються і деградують від забруднення атмосфери і ґрунтів ліси у високорозвинених країнах. Відбувається масове всихання верхівок дерев, унаслідок пошкодження кислотними дощами.
Вчені встановили, що після вирубування лісу інфільтраційні властивості ґрунту знижуються в 3,5 раза, а стрімкість водної ерозії збільшується в 15 разів.
Таке становище не могло залишитися непоміченим.  Найбільш розвинуті й водночас малозабезпечені лісом країни, вже провадять у життя програми зі збереження і розширення лісових угідь. Так, у Японії й Австралії, а також у деяких західноєвропейських країнах, площі під лісами залишаються стабільними.

### Боротьба
Способами боротьби зі збезлісінням територій є заборона вирубок лісу, лісовідтворення, допомога бідним країнам у родючості їхніх земель, розвитку власної тукової промисловості, продовольча допомога.
Обсяг незаконних рубок в Україні різко (приблизно вшестеро порівняно з попередніми роками) збільшився 2019 року й досяг 118 тис. кубічних метрів.